# Банное (озеро, Свердловская область)
Ба́нное — озеро в Красноуфимском округе Свердловской области.

## География
Банное озеро — старица реки Уфы. Она расположена в пойме реки на восточном её берегу. Озеро имеет дугообразную форму, глубины его невелики, частично озеро зарастает. Сообщается с Уфой сезонными протоками в половодье. В 2 километрах северо-восточнее озера — село Криулино, возле которого находится другая старица — озеро Новая Старица. В 6 километрах к северу от Банного, за рекой Уфой, расположен Красноуфимск. На восточном берегу озера — деревня Банное.

## Морфометрия
Площадь озера — 0,1 км², по данным ГВР — 0,24 км².

## Флора и фауна
В Банном озере водятся карась, щука, чебак, гольян. Место гнездования водоплавающих птиц.

## Данные водного реестра
По данным государственного водного реестра России, Банное озеро относится к Камскому бассейновому округу, речной бассейн — Кама, речной подбассейн — Белая,водохозяйственный участок — Уфа от Нязепетровского гидроузла до Павловского гидроузла, без реки Ай. Код объекта в государственном водном реестре — 10010201111111100004675.